# Întoarcerea la casa bântuită
Întoarcerea la casa bântuită (Return to House on Haunted Hill) - film de groază direct-pe-DVD din 2007. Este regizat de Víctor García după un scenariu de William Massa. Cu actorii Amanda Righetti, Tom Riley, Cerina Vincent și Erik Palladino.